# Булгакова, Кристина Николаевна
Кристина Николаевна Булгакова (род. 5 октября 1997; Изобильный, Ставропольский край, Россия) — российская дзюдоистка и самбистка, призёр первенства Мира и Европы по дзюдо. Чемпион Европы и серебряный призёр первенства Мира по самбо. Чемпион и призёр чемпионатов России среди юниоров, молодёжи и взрослых. Чемпион и призёр кубков России и кубков Европы, выступающая в весовой категории до 48 кг. Мастер спорта России по дзюдо.

## Биография
Родилась 5 октября 1997 года в городе Изобильный Ставропольского края. Владеет такими видами спорта, как дзюдо и самбо. В 2016 году девушке было присвоено спортивное звание Мастера спорта России по дзюдо.

## Спортивные достижения

### Звания
- Мастер спорта России по дзюдо[3].

### Результаты соревнований
- Первенство Европы среди девушек до 18 лет (2013)
- Первенство Мира среди девушек до 18 лет (2013)
- Первенство Мира среди юниоров (2017)
- Первенство Европы среди юниоров (2017)
- Кубок России по дзюдо (2018)
- Первенство России по дзюдо среди юношей и девушек (2019)
- Чемпионат России по дзюдо (2021)
- Турнир памяти В. Н. Гулидова (2022)
- Титул лучшей спортсменки в номинации «Олимпийские виды спорта» достался Кристине Николаевне. Награда была вручена из рук министра физической культуры и спорта Ставропольского края Андрея Толбатова (2024)[4]